# NF Z 42-026
La norme NF 42-026 (2017) porte sur la définition et les spécifications des « prestations de numérisation fidèle de documents ». Elle précise les conditions dans lesquelles doit être numérisé un document afin de permettre une équivalence entre le support papier et le format numérique.

## Présentation
La norme NF Z42-026 est un document d’application volontaire. Élaboré par les professionnels eux-mêmes sous l’égide d’AFNOR, il présente les conditions que doivent réunir les opérations de numérisation pour prétendre rendre document physique et document numérique équivalents. Elle peut être utilisée par toute organisation qui souhaite numériser des documents à l’aide d’un scanneur ou d’un copieur. Un processus complet de transformation numérique du document papier est proposé. Elle donne aussi des recommandations pour améliorer les images numérisées, constituer et indexer des livrables numériques avec la fourniture des copies fidèles, des éléments de traçabilité et d’intégrité associés, leur contrôle et leur validation.
La certification NF 544 désigne la prestation que délivre AFNOR Certification, en tant qu’organisme certificateur impartial, chez qui souhaite faire constater qu’il applique les bonnes pratiques de la norme NF 42-026.